# Campionati del mondo di atletica leggera 1987 - Decathlon
La gara del decathlon maschile dei Campionati del mondo di atletica leggera 1987 si è svolta tra il 3 e il 4 settembre.

## Podio
| Pos.    | Atleta             | Nazionalità      | Prestazione |
| ------- | ------------------ | ---------------- | ----------- |
| Oro     | Torsten Voss       | Germania Est     | 8680 p.     |
| Argento | Siegfried Wentz    | Germania Ovest   | 8461 p.     |
| Bronzo  | Pavel Tarnavetskiy | Unione Sovietica | 8375 p.     |

## Situazione pre-gara

### Record
Prima di questa competizione, il record del mondo (RM) e il record dei campionati (RC) erano i seguenti:
| Record                | Prestazione            | Atleta                     | Data                                     | Competizione         |
| --------------------- | ---------------------- | -------------------------- | ---------------------------------------- | -------------------- |
| Record mondiale       | 8847 p. (Tabella 1985) | Daley Thompson Regno Unito | 8/9 agosto 1984 Los Angeles, Stati Uniti | Giochi olimpici 1984 |
| Record dei campionati | 8666 p. (Tabella 1962) | Daley Thompson Regno Unito | 12/13 agosto 1983 Helsinki, Finlandia    | Mondiali 1983        |

### Campioni in carica
I campioni in carica a livello olimpico e mondiale erano:
| Campione | Atleta                     | Prestazione            | Data                                     | Competizione         |
| -------- | -------------------------- | ---------------------- | ---------------------------------------- | -------------------- |
| Olimpico | Daley Thompson Regno Unito | 8797 p. (Tabella 1962) | 8/9 agosto 1984 Los Angeles, Stati Uniti | Giochi olimpici 1984 |
| Mondiale | Daley Thompson Regno Unito | 8666 p. (Tabella 1962) | 12/13 agosto 1983 Helsinki, Finlandia    | Mondiali 1983        |

### La stagione
Prima di questa gara, gli atleti con le migliori tre prestazioni dell'anno erano:
| Pos. | Atleta                         | Prestazione | Data                                      |
| ---- | ------------------------------ | ----------- | ----------------------------------------- |
| 1    | Siegfried Wentz Germania Ovest | 8645 p.     | 24 maggio 1987 Götzis, Austria            |
| 2    | Torsten Voss Germania Est      | 8445 p.     | 5 luglio 1987 Basilea, Svizzera           |
| 3    | Simon Poelman Nuova Zelanda    | 8366 p.     | 22 marzo 1987 Christchurch, Nuova Zelanda |

## Risultati[3][4][5]

### Turni eliminatori
| 4Batterie | 3 settembre | 28 iscritti    | Si svolgono le gare dei 100 m piani, salto in lungo, getto del peso, alto, 400 m piani                                      |
| 4Batterie | 4 settembre | 20 concorrenti | La seconda giornata si svolgono le gare: 110 m ostacoli, lancio del disco, salto con l'asta, lancio del giavellotto, 1500 m |

### Tutte le prove
Giovedì 3 settembre 1987 / Venerdì 4 settembre 1987
| Pos. | Atleta             | Totale | Prove             | 100m      | Lungo        | Peso        | Alto        | 400m      | 110hs     | Disco       | Asta       | Giavell.    | 1500m       |
| ---- | ------------------ | ------ | ----------------- | --------- | ------------ | ----------- | ----------- | --------- | --------- | ----------- | ---------- | ----------- | ----------- |
|      | Torsten Voss       | 8680   | Prestazione Punti | 10"69 931 | 7,88 m 1030  | 14,98 m 788 | 2,10 m 896  | 47"96 911 | 14"13 958 | 43,96 m 745 | 5,10 m 941 | 58,02 m 708 | 4'25"93 688 |
|      | Siegfried Wentz    | 8461   | Prestazione Punti | 10"78 910 | 7,42 m w 915 | 15,57 m 825 | 1,98 m 785  | 48"48 886 | 14"06 967 | 47,36 m 816 | 4,70 m 819 | 65,28 m 818 | 4'33"70 720 |
|      | Pavel Tarnavetskiy | 8375   | Prestazione Punti | 11"01 858 | 7,43 m 918   | 15,32 m 809 | 2,07 m 868  | 49"22 851 | 14"86 867 | 47,66 m 822 | 4,90 m 880 | 58,60 m 717 | 4'23"96 785 |
| 4    | Christian Plaziat  | 8307   | Prestazione Punti | 10"80 906 | 7,76 m 1000  | 14,70 m 771 | 2,10 m 896  | 49"63 832 | 14"64 894 | 44,92 m 765 | 4,80 m 849 | 53,08 m 634 | 4'27"72 760 |
| 5    | Christian Schenk   | 8304   | Prestazione Punti | 11"42 769 | 7,63 m 967   | 15,30 m 808 | 2,25 m 1041 | 51"34 754 | 15"03 846 | 47,26 m 813 | 4,50 m 760 | 61,42 m 759 | 4'23"55 787 |
| 6    | Simon Poelman      | 8296   | Prestazione Punti | 10"83 899 | 7,46 m 925   | 15,57 m 825 | 2,04 m 840  | 50"07 811 | 14"45 917 | 44,28 m 752 | 4,80 m 849 | 58,90 m 721 | 4'28"08 757 |
| 7    | Alain Blondel      | 8178   | Prestazione Punti | 11"15 827 | 7,47 m 927   | 13,68 m 709 | 1,98 m 785  | 47"91 913 | 14"46 916 | 42,28 m 711 | 4,90 m 880 | 55,68 m 673 | 4'16"31 837 |
| 8    | Aleksandr Nevskij  | 8174   | Prestazione Punti | 11"13 832 | 7,45 m 922   | 15,33 m 810 | 2,04 m 840  | 50"01 814 | 15"01 848 | 46,42 m 796 | 4,70 m 819 | 60,56 m 746 | 4'29"69 747 |
| 9    | Daley Thompson     | 8124   | Prestazione Punti | 10"67 935 | 7,52 m 940   | 15,09 m 795 | 2,01 m 813  | 48"61 880 | 14"87 865 | 45,18 m 771 | 4,80 m 849 | 54,14 m 650 | 4'48"78 626 |
| 10   | William Motti      | 8062   | Prestazione Punti | 11"27 801 | 7,21 m 864   | 14,98 m 788 | 2,19 m 982  | 50"88 774 | 14"94 857 | 47,36 m 816 | 4,50 m 760 | 58,38 m 713 | 4'35"83 707 |
| 11   | Beat Gähwiler      | 8034   | Prestazione Punti | 11"29 797 | 7,20 m 862   | 14,59 m 765 | 1,92 m 731  | 49"54 836 | 14"83 870 | 43,24 m 731 | 4,80 m 849 | 63,28 m 787 | 4'20"87 806 |
| 12   | Gary Kinder        | 8030   | Prestazione Punti | 11"03 854 | 7,31 m 888   | 16,23 m 865 | 1,95 m 758  | 52"22 715 | 15"01 848 | 46,94 m 807 | 4,80 m 849 | 66,10 m 830 | 4'50"52 616 |
| 13   | Rob Muzzio         | 8017   | Prestazione Punti | 11"25 806 | 7,22 m 866   | 16,64 m 891 | 1,98 m 785  | 50"69 783 | 14"97 853 | 45,90 m 785 | 4,70 m 819 | 59,14 m 725 | 4'36"33 704 |
| 14   | Michael Neugebauer | 7733   | Prestazione Punti | 11"02 856 | 7,36 m 900   | 12,94 m 664 | 2,07 m 868  | 51"85 731 | 14"43 920 | 39,70 m 658 | 4,40 m 731 | 56,28 m 682 | 4'33"22 724 |
| 15   | Mikael Olander     | 7696   | Prestazione Punti | 11"40 774 | 6,72 m 748   | 14,94 m 786 | 1,95 m 758  | 51"36 753 | 16"32 697 | 46,76 m 803 | 4,60 m 790 | 70,94 m 904 | 4'39"63 683 |
| 16   | Veroslav Valenta   | 7574   | Prestazione Punti | 11"36 782 | 7,16 m 852   | 14,68 m 770 | 1,95 m 758  | 52"38 708 | 15"44 797 | 46,72 m 802 | 4,50 m 760 | 57,56 m 701 | 4'45"83 644 |
| 17   | Lars Warming       | 7537   | Prestazione Punti | 11"12 834 | 7,25 m 874   | 12,85 m 658 | 1,95 m 758  | 50"42 795 | 14"67 890 | 40,94 m 684 | 4,60 m 790 | 44,36 m 506 | 4'29"53 748 |
| 18   | Paul Hewlett       | 6474   | Prestazione Punti | 11"25 806 | 6,43 m 682   | 11,59 m 582 | 1,83 m 653  | 52"14 719 | 15"96 737 | 32,88 m 521 | 3,80 m 562 | 45,46 m 522 | 4'38"40 690 |
| 19   | Tim Bright         | 6525   | Prestazione Punti | 11"23 -   | 7,26 m w -   | 14,10 m -   | 1,95 m -    | 51"68 -   | 14"42 -   | 39,38 m -   | 5,40 m -   | dns -       | -           |
| 20   | Dave Steen         | 6340   | Prestazione Punti | 11"17 -   | 7,47 m -     | 12,84 m -   | 1,95 m -    | 49"59 -   | 15"73 -   | 40,18 m -   | 5,00 m -   | dns -       | -           |
| 21   | Fu-An Lee          | 4068   | Prestazione Punti | 11"00 -   | 7,39 m -     | 13,42 m -   | 2,04 m -    | 51"06 -   | dns -     | -           | -          | -           | -           |
| 22   | Valter Külvet      | 3996   | Prestazione Punti | 11"19 -   | 7,10 m -     | 14,74 m -   | 1,92 m -    | 49"58 -   | dns -     | -           | -          | -           | -           |
| 23   | Pedro da Silva     | 3790   | Prestazione Punti | 10"86 -   | 7,20 m -     | 13,85 m -   | 2,01 m -    | 57"45 -   | dns -     | -           | -          | -           | -           |
| 24   | Petri Keskitalo    | 3303   | Prestazione Punti | 10"79 -   | 7,49 m -     | 14,49 m -   | 1,89 m -    | dns -     | -         | -           | -          | -           | -           |
| 25   | Marco Rossi        | 3160   | Prestazione Punti | 10"94 -   | 6,88 m -     | 14,24 m -   | 1,95 m -    | dns -     | -         | -           | -          | -           | -           |
| 26   | Jürgen Hingsen     | 2591   | Prestazione Punti | 11"26 -   | 7,67 m -     | 15,33 m -   | nm -        | dns -     | -         | -           | -          | -           | -           |
| 27   | Mike Smith         | 1591   | Prestazione Punti | 11"14 -   | 6,78 m w -   | dns -       | -           | -         | -         | -           | -          | -           | -           |
| 28   | Robert de Wit      | 1524   | Prestazione Punti | 11"26 -   | 6,60 m -     | dns -       | -           | -         | -         | -           | -          | -           | -           |

### Classifica finale
Venerdì 4 settembre 1987
| Pos. | Atleta             | Età | Nazione                   | Punti   | Note           |
| ---- | ------------------ | --- | ------------------------- | ------- | -------------- |
|      | Torsten Voss       | 24  | Germania Est              | 8680    | (Tabella 1985) |
|      | Siegfried Wentz    | 27  | Germania Ovest            | 8461    |                |
|      | Pavel Tarnavetskiy | 26  | Unione Sovietica          | 8375    |                |
| 4    | Christian Plaziat  | 23  | Francia                   | 8307    |                |
| 5    | Christian Schenk   | 22  | Germania Est              | 8304    |                |
| 6    | Simon Poelman      | 24  | Nuova Zelanda             | 8296    |                |
| 7    | Alain Blondel      | 24  | Francia                   | 8178    |                |
| 8    | Aleksandr Nevskij  | 29  | Unione Sovietica          | 8174    |                |
| 9    | Daley Thompson     | 29  | Regno Unito               | 8124    |                |
| 10   | William Motti      | 23  | Francia                   | 8062    |                |
| 11   | Beat Gähwiler      | 22  | Svizzera                  | 8034    |                |
| 12   | Gary Kinder        | 24  | Stati Uniti               | 8030    |                |
| 13   | Rob Muzzio         | 23  | Stati Uniti               | 8017    |                |
| 14   | Michael Neugebauer | -   | Germania Ovest            | 7733    |                |
| 15   | Mikael Olander     | 24  | Svezia                    | 7696    |                |
| 16   | Veroslav Valenta   | 22  | Cecoslovacchia            | 7574    |                |
| 17   | Lars Warming       | 24  | Danimarca                 | 7537    |                |
| 18   | Paul Hewlett       | -   | Isole Vergini Britanniche | 6474    |                |
| 19   | Tim Bright         | 27  | Stati Uniti               | rit. 09 |                |
| 20   | Dave Steen         | 27  | Canada                    | rit. 09 |                |
| 21   | Fu-An Lee          | -   | Taipei cinese             | rit. 06 |                |
| 22   | Valter Külvet      | 23  | Unione Sovietica          | rit. 06 |                |
| 23   | Pedro da Silva     | 20  | Brasile                   | rit. 06 |                |
| 24   | Petri Keskitalo    | 20  | Finlandia                 | rit. 05 |                |
| 25   | Marco Rossi        | 24  | Italia                    | rit. 05 |                |
| 26   | Jürgen Hingsen     | 29  | Germania Ovest            | rit. 05 |                |
| 27   | Mike Smith         | 19  | Canada                    | rit. 03 |                |
| 28   | Robert de Wit      | 25  | Paesi Bassi               | rit. 03 |                |